# 공공 서비스
공익사업 또는 공공 서비스(public service)는 그 서비스가 공중의 일상생활에 필요불가결한 것이므로 국가나 지방자치단체가 규제 또는 소유·경영을 요하는 것이면서, 그것이 독점적인 성격을 지니는 사업이다. 공익사업은 미국의 경우를 제외하고는 대다수 국가가 이를 공기업화하고 있다.
즉, 영미(英美) 두 나라는 예외이나 50여 개국 철도는 이미 2차대전 전부터 국유화되었으며, 이탈리아·독일·스위스등은 19세기 말에 철도의 공기업화를 단행한 바 있다. 영국 역시 2차대전 후에는 철도를 국유화시켰다.
미국의 경우에도 운수사업을 시영화(市營化)하고 있음을 본다. 전신·전화사업 역시 대부분의 나라에서 국영화시켰는가 하면, 상수도(上水道) 사업에 이르러서는 미국조차도 공기업화한 도시가 적지 않고, 발전·송배전(送配電)·가스의 공급 역시 공기업화한 도시가 상당수에 달한다.

## 종류
공익사업은 산업구조면에서 분류하면  ① 교통공익사업, ② 통신공익사업, ③ 전기·가스·수도사업 등의 특수물자 공급사업으로 나눌 수 있다. 교통공익사업은 도로제공·도로운송·철도·수로(水路)제공·수상운수·공중운수사업 등의 운수공익사업과 합동주차장·철도차량 제공·운수취급·창고사업 등의 운수부수(運輸附隋) 공익사업으로 구분된다. 그리고 통신 공익사업은 우편·전신전화·방송사업 등으로 다시 분류된다. 한편, 업무지역에 따라 공익사업을 분류하면 ① 도시(또는 지방)공익사업(urban or local utility), ② 대지역 공익사업(regional utility), ③ 전국적 공익사업(national utility), ④ 국제적 공익사업(international utility)으로 나뉜다. 또 소유 경영주체에 따라 분류하면 국영·공영·사영(私營) 및 공사혼유(公私混有)경영 공익사업으로 나뉜다.

## 부문
- 법원
- 전기
- 교육
- 응급 치료 서비스
- 환경 보호
- 의료
- 군사
- 대중교통
- 건축물
- 사회 서비스
- 전기 통신
- 도시 계획
- 교통
- 폐기물 관리
- 상수도망

## 경제성
공익사업은 기업으로서 경제성을 추구한다. 즉, 가능한대로 수입을 높이고 지출을 절감, 독립채산(獨立採算)을 행하며, 상당한 자본보수의 생성에 노력을 하는 것이다. 사영(私營)인 경우는 투하된 자본의 이자에 해당하는 액수 이상의 이윤을 올리려 할 것이고, 공영인 경우에는 반드시 이윤을 목표로 하지는 않는다 하더라도 확대재생산(擴大再生産)을 위한 어느 정도 자기자본의 생성에 노력할 것이다. 이와 같은 자본보수가 독점 규제에 의하여 적정한 한도에서 억제되는 것은 본질상 지극히 당연하다. 그러나 이 공익성이 지나치게 강조된 나머지 때로는 자본보수가 적정한도보다 하회선(下廻線)에서 억제되거나, 심한 경우에는 감가상각비나 영업비마저도 보상되지 않은 요금을 강요당하는 예도 없지 않다. 또한 공익성은 사업의 수입면에서 낮은 요금을 강제하는 반면, 지출면에 있어서는 서비스의 향상 내지 적자(赤字) 서비스를 계속하기를 강제하는 데, 이것은 공익사업에 있어서의 공익성과 경제성의 모순이 아닐 수 없다. 따라서 공익사업의 건전한 발전을 위하여 경제성 충족이 필요하다.

## 요금
요금규제의 근본은 공중의 공정한 이익옹호와 사업의 건전한 발전을 조화·양립시키는 데 있다. 대한민국의 경우, 이용공중의 이익을 강조하고 있으나, 이 이익은 공중일변도의 이익이 아니라 공정한 이익이어야 하며, 사업의 건전한 발전이라 국민경제·국민생활의 향상 발전에서 필요한 공익사업의 서비스가 계속적으로 부족됨이 없이 공급되는 상태를 말한다. 그리고 이 양자의 조화를 실현시키는 공익사업의 요금결정원칙을 '공정합리요금의 원칙'이라 한다.  공익사업의 요금결정 원칙은 전기사업의 요금산정 기준에 흔히 채용되고 있을 뿐, 공영·사영의 교통공익사업에서는 그다지 채용하지 않은 것이 세계적인 경향이다. 그러나 요금결정의 분류 내지는 공익사업의 공익성이라는 점을 감안 할 때 이 원칙에 의한 요금결정은 더욱 필요하다 할 수 있다.
공익사업의 요금은 공중의 일상생활 필수의 서비스, 또는 특수물질과 서비스의 결합물들을 독점적으로 제공한다는 본질에 공익성과 독점성의 조화를 그 정책의 기본으로 한다. 따라서 독점이윤의 규제와 공평대우가 정책기본이 된다. 또한 주요 공익사업은 국민경제에 있어서의 중요 기간산업이기 때문데, 이 점에서의 요금정책이 가미된다.

## 같이 보기
- 기반 시설
- 신공공관리론